# Dineuticida dineutis
Dineuticida dineutis är en stekelart som först beskrevs av William Harris Ashmead 1894.  Dineuticida dineutis ingår i släktet Dineuticida och familjen puppglanssteklar. Inga underarter finns listade i Catalogue of Life.